# Wardha (Distrikt)
Der Distrikt Wardha (Marathi: वर्धा जिल्हा) ist einer von 35 Distrikten des Staates Maharashtra in Indien.
Die Stadt Wardha ist Verwaltungssitz des Distrikts, der zur Division Nagpur und zur Großregion Vidarbha zählt. Die letzte Volkszählung im Jahr 2011 ergab eine Gesamtbevölkerungszahl von 1.300.774 Menschen.

## Geschichte
Von vorchristlicher Zeit bis ins Jahr 1345 wurde das Gebiet – wie die ganze Region – von diversen buddhistischen und hinduistischen Herrschern regiert. Der erste namentlich bekannte Staat war das Maurya-Reich, die letzte nichtmuslimische Dynastie waren die Gond.
Nach jahrzehntelangen militärischen Auseinandersetzungen mit muslimischen Regenten im Norden Indiens erfolgte 1345 die Besetzung durch muslimische Soldaten. Danach herrschten bis ins Jahr 1724 verschiedene muslimische Dynastien (Sultanat Delhi, Bahmani, Dekkan-Sultanate und die Grossmoguln). Im Jahr 1739 wurde das Gebiet als Königreich Nagpur als Teil des hinduistischen Marathenreichs unabhängig. Nach der Niederlage der Marathen gegen die Briten wurde es 1818 als unabhängiger Staat Teil des Britischen Empires. Nachdem der letzte Herrscher des Königreichs 1853 verstorben war, kam es zur Einverleibung des Königreichs Nagpur in die britische Verwaltungsregion Central Provinces (seit 1903 Central Provinces and Berar). Im Jahr 1862 wurde Wardha nach seiner Abtrennung vom Distrikt Nagpur ein eigener Distrikt. Mit der Unabhängigkeit Indiens 1947 und der Neuordnung des Landes wurde es 1950 Teil des neuen Bundesstaats Madhya Pradesh. Im Jahre 1956 wurde dieser indische Bundesstaat geteilt und das Gebiet kam zum Staat Bombay. Auch dieser Bundesstaat wurde 1960 aufgelöst und der Distrikt Wardha ein Teil des neuen indischen Bundesstaats Maharashtra.

## Bevölkerung
Bei der letzten Volkszählung 2011 wurden 1.300.774 Einwohner gezählt. Davon waren 668.385 Männer (51,38 Prozent) und 632.389 Frauen. Zu den Dalit gehörten 2011 188.830 (14,5 Prozent), zu den Adivasi 149.507 (11,5 Prozent) Menschen. Von der gesamten Anzahl Bewohner lebten 2011 423.300 Personen (32,54 Prozent) in städtischen Gebieten. Somit lebten mehr als Zwei Drittel der Einwohner auf dem Land. Die Mehrheit der Bevölkerung des Distrikts Wardha spricht Marathi. Im ganzen Bezirk gibt es 1.004 bewohnte Dörfer.

### Bevölkerung des Distrikts nach Bekenntnissen
Eine klar überwiegende Mehrheit der Bevölkerung sind Hindus. Die Buddhisten sind eine bedeutende Minderheit. Zudem gibt es noch eine zahlenmäßig bedeutende Minderheit an Muslimen. Die genaue religiöse Zusammensetzung der Bevölkerung zeigt folgende Tabelle:
| Jahr                                | Buddhisten | Buddhisten | Christen | Christen | Hindus    | Hindus  | Jainas | Jainas | Muslime | Muslime | Sikhs | Sikhs  | Andere | Andere | keine Angaben | keine Angaben | Total     | Total    |
| Jahr                                | Zahl       | %          | Zahl     | %        | Zahl      | %       | Zahl   | %      | Zahl    | %       | Zahl  | %      | Zahl   | %      | Zahl          | %             | Einwohner | %        |
| ----------------------------------- | ---------- | ---------- | -------- | -------- | --------- | ------- | ------ | ------ | ------- | ------- | ----- | ------ | ------ | ------ | ------------- | ------------- | --------- | -------- |
| 2001                                | 169.579    | 13,71 %    | 2.559    | 0,21 %   | 1.006.235 | 81,36 % | 5.990  | 0,48 % | 47.605  | 3,85 %  | 1.825 | 0,15 % | 1.930  | 0,16 % | 1.013         | 0,08 %        | 1.236.736 | 100,00 % |
| Quelle: Volkszählung in Indien 2001 |            |            |          |          |           |         |        |        |         |         |       |        |        |        |               |               |           |          |

### Bevölkerungsentwicklung
Wie überall in Indien wächst die Einwohnerzahl im Distrikt Wardha seit Jahrzehnten stark an. Die Zunahme hat sich in den Jahren 2001–2011 allerdings verlangsamt und betrug nur noch etwas über 5 Prozent (5,18 %). In diesen zehn Jahren nahm die Bevölkerung um rund 60.000 Menschen zu. Die genauen Zahlen verdeutlicht folgende Tabelle:

### Bedeutende Orte
Einwohnerstärkste Ortschaft des Distrikts ist der Hauptort Wardha. Weitere bedeutende Städte mit einer Einwohnerschaft von mehr als 20.000 Menschen sind Hinganghat, Arvi, Pulgaon, Pipri und Sindi Turf Hindnagar.